# Barbara Roles
Barbara Ann Roles (San Mateo, Califórnia, 6 de abril de 1941) é uma patinadora artística estadunidense. Ela conquistou uma medalha de bronze olímpica em 1960, e conquistou uma medalha de bronze em campeonatos mundiais.

## Principais resultados
| Resultados                                            | Resultados      | Resultados      | Resultados    | Resultados        | Resultados       | Resultados    | Resultados      | Resultados    | Resultados    |
| Internacional                                         | Internacional   | Internacional   | Internacional | Internacional     | Internacional    | Internacional | Internacional   | Internacional | Internacional |
| Evento/Temporada                                      | 1955– 1956      |                 | 1957– 1958    | 1958– 1959        | 1959– 1960       | 1960– 1961    | 1961– 1962      | 1962– 1963    | 1963– 1964    |
| ----------------------------------------------------- | --------------- | --------------- | ------------- | ----------------- | ---------------- | ------------- | --------------- | ------------- | ------------- |
| Jogos Olímpicos                                       |                 |                 |               | Medalha de bronze |                  |               |                 |               |               |
| Campeonato Mundial                                    |                 |                 | 5.ª           | Medalha de bronze |                  | 5.ª           |                 |               |               |
| Nacional                                              |                 |                 |               |                   |                  |               |                 |               |               |
| Campeonato dos Estados Unidos                         |                 |                 |               | Medalha de bronze | Medalha de prata |               | Medalha de ouro |               | 5.ª           |
| Campeonato dos Estados Unidos – Júnior                |                 | Medalha de ouro |               |                   |                  |               |                 |               |               |
| Campeonato dos Estados Unidos – Noviço                | Medalha de ouro |                 |               |                   |                  |               |                 |               |               |
|                                                       |                 |                 |               |                   |                  |               |                 |               |               |
| Legenda: Competição não foi disputada nesta temporada |                 |                 |               |                   |                  |               |                 |               |               |